# Sri Pahang Football Club
Maillots
Le Pahang FA est un club malaisien de football basé à Kuantan.

## Histoire

Logo du Pahang FA

## Palmarès
- Championnat de Malaisie
  - Champion : 1987, 1992, 1995, 1999 et 2004

- Coupe de Malaisie
  - Vainqueur : 1983, 1992, 2013, 2014
  - Finaliste : 1984, 1994, 1995, 1997 et 2025

- Coupe de la Fédération de Malaisie
  - Vainqueur : 2006, 2014, 2018
  - Finaliste : 1995, 2017